# 德盧斯 (喬治亞州)
德卢斯（英語：Duluth）是一個位在喬治亞州格威納特郡、亞特蘭大郊區的一座城市。根據2010年美國人口普查統計的結果，德卢斯的人口為26,600人。在缺乏公共運輸的情況下，德卢斯是一個高度汽車依賴性的城市，臨近85號州際公路。鄰近的景點有石頭山和拉尼爾湖。
根據富比士雜誌的統計，德卢斯是全美最適合移居地方的第26位，在彭博商業周刊內也是喬治亞州最負擔得起的市郊。

## 政府組織
德卢斯政府是由一位市長和五位政務委員所組成的，共同指派行政官員和職員。每兩年(奇數年)舉行一次選舉，市長和政務委員採交錯任期制，任期四年。
現任市長為 Nancy Harris，他是B.B. Harris Elementary School的前任校長。

## 地理概況
德卢斯位在亞特蘭大都會區的東北方，大約距離亞特蘭大市中心32公里遠 。該城位在格威納特郡的正西方，北方緊臨Chattahoochee River (也是該郡的界線)，東北方則靠Suwanee，南面非建制地區，西鄰伯克利湖。

## 人口統計
| 人口普查 |         |         |
| 1960年   | 1483人  | -       |
| 1970     | 1810人  | +22.0%  |
| 1980     | 2956人  | +63.3%  |
| 1990     | 9029人  | +205.4% |
| 2000     | 22122人 | +145.0% |
| 2010     | 26600人 | +20.2%  |